# Marko Marulić

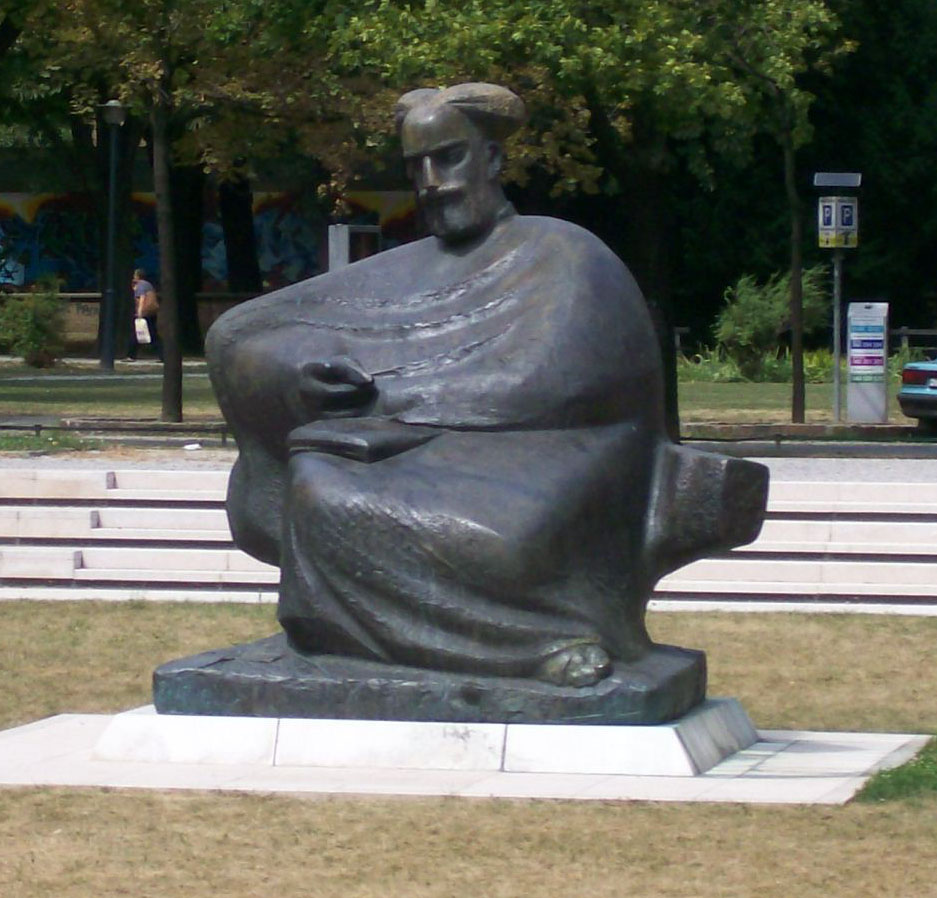
Statue de Marko Marulić, par Vlado Radas, à Zagreb

Marko Marulić, parfois écrit Marc Marule en français, est un écrivain et humaniste chrétien né à Split le 18 août 1450 et décédé à Split le 5 janvier 1524. On le considère comme le père de la littérature croate.
Son ouvrage intitulé Psichiologia de ratione animae humanae contient la première mention connue du terme « psychologie ».

## Œuvres
Œuvres en croate:
- Judita, 1501
- Suzana,
- Poklad i korizma
- Spovid koludric od sedam smrtnih grihov
- Anka satir
- Tuženje grada Hjerosolima
- Molitva suprotiva Turkom
- Navischiengie mvcche Issvssa, Spasiteglia nascega
- Od naslidova'ja Isukarstova i od pogarjen'ja tašćin segasvitnjih
- Pisni razlike
- Plač Blasene Divizze Marie u muki i smerti Issukarsta nascega Spasiteglia

Œuvres en latin:
- De institutione bene vivendi per exempla sanctorum, 1498
- Evangelistarium, 1500
- Davidias, 1954
- Psichiologia de ratione animae humanae
- De humilitate et gloria Christi, 1518
- Dialogus de Hercule a Christicolis superato, 1524

## Littérature
- Charles Béné: Études Maruliennes - le rayonnement europeen de l'œuvre de Marc Marule de Split, Erasmus naklada, Zagreb, 1998,  (ISBN 953-6132-47-8)